# 哈查塔卡西爾卡山
17°18′26″S 70°00′43″W / 17.30722°S 70.01194°W
哈查塔卡西爾卡山（Jachatacasirca），是秘魯的山峰，位於該國南部塔克納大區，由蘇薩帕亞區和蒂卡科區負責管轄，屬於安地斯山脈的一部分，海拔高度4,870米。